# Rosa María Oliart
Rosa María Oliart (Lima, 6 de enero de 1964) es una comunicadora y cineasta peruana, especializada en sonido en las producciones audiovisuales con participación en más de 60 largometrajes. Asimismo, es directora de Fade Out, empresa de diseño y mezcla de sonido cinematográfico y creadora del archivo virtual Los Sonidos del Perú, un archivo sonoro de libre disponibilidad.

## Biografía
Es licenciada en Comunicaciones de la Universidad de Lima en Perú y Magistra en Estudios Culturales en la Pontificia Universidad Católica del Perú (PUCP).
Durante el 2007 al 2011 fue presidenta del Consejo Nacional de Cinematografía (CONACINE), órgano dependiente del Ministerio de Educación. Ha sido miembro del comité ejecutivo del Programa Ibermedia entre los años 2010 a 2019, este fondo se dedica a promover el desarrollo de producción a nivel internacional y en particular a Iberoamérica.
Además, ha sido docente en el Instituto de Ciencias del Sonido Orson Welles y en la Escuela Internacional de Cine y Televisión (EICTV) de San Antonio de los Baños, Cuba. Actualmente, es profesora de la Universidad de Lima, la PUCP y de la Escuela Peruana de la Industria Audiovisual (EPIC).

## Filmografía
A continuación, se presentan los filmes en los que ha participado:

### Dirección en cine
- Desde el sonido (2011).

### Sonido en cine
Fue responsable del sonido en las producciones audiovisuales:
- Alias "La Gringa" (1991).
- Un marciano llamado deseo (2003).
- Cyrano Fernández (2007).
- Rocanrol 68 (2013).
- ¡Asu mare! (2013).
- La amante del libertador (2014).
- A los 40 (2014).
- !Asu mare! 2 (2015).
- Locos de amor (2016).
- Wiñaypacha (2017).
- Una navidad en verano (2017).
- Soltera codiciada (2018).
- Locos de amor 2 (2018).
- ¡Asu mare! 3 (2018).
- Utopía (2018).
- El viaje de Javier Heraud (2019).

## Publicaciones
Ha publicado algunos artículos en revistas:
- «El impacto de la tecnología digital en el sonido directo cinematográfico» (2015)
- «El guion en nuestras manos» (2010), junto a Giuliana Cassano